# Federico Patán López
Federico Patán López (Gijón, Asturias, España, 16 de septiembre de 1937-Ciudad de México, 20 de abril de 2024) fue un poeta, narrador y ensayista español naturalizado mexicano. Radicó en México desde 1939. Fue profesor emérito de la Facultad de Filosofía y Letras de la Universidad Nacional Autónoma de México.

## Antecedentes
Al final de la Guerra Civil Española su familia emprendió el camino del exilio hacia México, desembarcando en el puerto de Veracruz en 1939.

## Estudios
Estudió la licenciatura y maestría en lengua y literatura inglesas, y el doctorado en letras hispánicas en la Facultad de Filosofía y Letras de la Universidad Nacional Autónoma de México.

## Docencia
Fue profesor en la Facultad de Filosofía y Letras de la UNAM, donde impartió 30 cursos distintos de licenciatura y diez de posgrado, entre ellos Shakespeare, el Seminario de Cuento Norteamericano, Seminario de Cuento Inglés y Traducción, Historia literaria, Literatura inglesa de los siglos XIX y XX, talleres de traducción y el Seminario de Narrativa Comparada.[cita requerida]
De 1976 a 1982, coordinó el Colegio de Letras Modernas, de la Facultad de Filosofía y Letras de la UNAM.[cita requerida]
En 1989 participó en el establecimiento del Programa de Maestría y Doctorado en Literatura Comparada para la UNAM.[cita requerida]
Fue profesor en las siguientes instituciones:
- Universidad de Kansas
- Universidad de Colorado en Boulder (Colorado)
- Universidad Brigham Young, de Provo, Utah
- Lafayette College, de Easton, Pennsylvania.

Se convirtió en un referente de los estudiosos de las letras mexicanas, españolas e inglesas.

Escribo y vuelvo a escribir guiado por las indicaciones brotadas de las páginas en lenta acumulación sobre la mesa de trabajo... sucede algo muy sencillo: escribir me place y me complace. No necesito más para dedicarme a ello.
Federico Patán

## Labor
Federico Patán incursionó en la traducción del cuento corto de escritores fundamentales de la literatura estadounidense, como Edgar Allan Poe, Stephen Crane, Bernard Malamud, Ernest Hemingway y Herman Melville. Sus traducciones se publicaron en la colección Cuento contemporáneo de la Coordinación de Difusión Cultural de la UNAM.[cita requerida]
Patán fue invitado a formar parte del jurado de una amplia gama de reconocimientos, entre ellos:
- Premio de Poesía Punto de partida de la Dirección de Literatura de la UNAM
- Premio de Ensayo José Revueltas del Instituto Nacional de Bellas Artes
- Premio de Traducción Alfonso Reyes del INBA
- Premio Universidad Nacional
- Reconocimiento Distinción Universidad Nacional para Jóvenes Académicos
- Premio Xavier Villaurrutia
- Jurado para el otorgamiento de Becas de Literatura del INBA
- Jurado para el otorgamiento de Becas Fulbright-García Robles

## Premios
Su novela El último exilio fue  galardonada en 1986 con el Premio Xavier Villaurrutia.[cita requerida]
Su libro Encuentros mereció el premio José Fuentes Mares en el año 2006.[cita requerida]
En 1992 obtuvo la beca Fulbright para una residencia en el Lafayette College de Pensilvania, como profesor visitante.[cita requerida]
En 1993 fue merecedor del Premio Universidad Nacional en el área de Creación Artística y Extensión de la Cultura, y ese mismo año fue distinguido con la Cátedra Rose Morgan en la Universidad de Kansas como profesor visitante.[cita requerida]
En 1997, obtuvo el reconocimiento Catedrático UNAM.
El 25 de agosto de 2012 se le nombró profesor emérito de la sociedad cultural Ateneo Español de México.

## Obras

### Publicaciones
Colaboró en numerosas publicaciones, entre las que destacan:
| - Ciencia Arte y Cultura - Revista del Colegio de Bachilleres - Revista Apuntes - Revista de la Universidad de México - La Palabra y El Hombre - Vida Universitaria (periódico de la Universidad Autónoma de Nuevo León). - La Cultura en México - Los Universitarios - Poligrafías - Revista de Bellas Artes - El Faro | - Casa del Tiempo - Diálogos - Sábado - Arte - El Gallo Ilustrado - Thesis - Anglia - Anuario de Historia - El Cuento - El Día - El Impulso |

### Antología
| Cuento norteamericano del siglo XX                   | UNAM, Textos de Humanidades           | 1987 |                 |
| El viejo Bloomsbury y otros ensayos (Virginia Woolf) | UNAM, Coordinación de Humanidades     | 1999 |                 |
| Ensayo literario mexicano                            | UNAM                                  | 2001 |                 |
| El artista serio y otros ensayos (Ezra Pound)        | UNAM                                  | 2001 |                 |
| Acercamiento a la narrativa de Luis Arturo Ramos     | Universidad Autónoma de Ciudad Juárez | 2005 | ISBN 9687845732 |

### Autobiografía
| Federico Patán. De cuerpo entero | UNAM/Corunda | 1991 | ISBN 9686044310 |

### Cuento
| Nena, me llamo Walter            | Fondo de Cultura Económica                              | 1986 | ISBN 968161674X |
| En esta casa                     | FCE                                                     | 1987 | ISBN 968162629X |
| El paseo y otros acontecimientos | Conaculta, Lecturas Mexicanas, Tercera Serie, número 78 | 1992 |                 |
| Bitácora de extravíos            | Cabos Sueltos                                           | 1998 |                 |
| La piel lejana                   | Conaculta, El Guardagujas                               | 1998 | ISBN 9701818083 |

### Ensayo
| Calas menores             | UNAM                        | 1978 |                 |
| Literatura e inseguridad  | UNAM                        | 1982 | ISBN 9685803382 |
| Diez novelas y un retrato | IPN                         | 1984 | ISBN 9682901634 |
| Contrapuntos              | UNAM, Textos de Humanidades | 1989 |                 |
| Los nuevos territorios    | UNAM, Poesía y Ensayo       | 1992 |                 |
| También Virginia Woolf    | ISSSTE, ¿Ya Le íssste?      | 1998 |                 |
| El espejo y la nada       | UNAM, Diagonal              | 1999 | ISBN 9683637574 |

### Novela
| Último exilio                          | UV, Ficción                | 1986 |                 |
| Puertas antiguas                       | Alianza Editorial Mexicana | 1989 | ISBN 9683901689 |
| La ceremonia perfecta                  | UNAM-Difusión Cultural     | 1993 | ISBN 968361812X |
| Mujeres ante el espejo                 | Selector                   | 1996 | ISBN 9684039476 |
| El rumor de su sangre                  | Aldus/Cabos Sueltos        | 1999 | ISBN 9687870389 |
| Ángela o las arquitecturas abandonadas | Plaza & Janés              | 2001 | ISBN 9681104900 |
| Esperanza                              | Ediciones Coyoacán         | 2001 |                 |

### Poesía
| Del oscuro canto        | Finisterre                                                  | 1965 |                 |
| Los caminos del alba    | Finisterre                                                  | 1968 |                 |
| Fuego lleno de semillas | UNAM, Cuadernos de Poesía                                   | 1980 | ISBN 9685827508 |
| A orillas del silencio  | UNAM, Creación Literaria                                    | 1982 | ISBN 9685803730 |
| Del tiempo y la soledad | Oasis, Los Libros del Fakir, número 32                      | 1983 |                 |
| Imágenes                | UV, Luna Hiena                                              | 1986 |                 |
| Dos veces el mismo río  | Pangea, Estelas en la Mar                                   | 1987 | ISBN 9686177094 |
| El mundo de Abel Caínez | UAM                                                         | 1991 | ISBN 9688408255 |
| Umbrales                | UNAM, El Ala del Tigre                                      | 1992 | ISBN 9683624618 |
| No existen los regresos | UAEM /La Tinta del Alcatraz, La Hoja Murmurante, número 277 | 1997 |                 |
| Árboles hay y ríos      | UAEM /La Tinta del Alcatraz                                 | 2000 |                 |